# Vincenzo De Angelis
Vincenzo De Angelis (Brancaleone, 11 febbraio 1877 – Brancaleone, 7 marzo 1945) è stato un medico, politico e poeta italiano.
Così di lui ha detto il professor Paolo Larizza, in un Convegno del 1983: "... uomo probo e buono, grande e al contempo modesto, della modestia dei forti, che tanto ha insegnato senza mai appassire nella memoria di chi lo ha conosciuto. La sua vita fu un esempio di altruismo e di dedizione ai doveri della sua professione di medico, esercitata nel più completo distacco da ogni calcolo utilitaristico".

## Biografia
Vincenzo De Angelis nasce a Brancaleone nel 1877, da Domenico e Gaetana Terminelli, appartenenti a famiglie agiate del paese.
Nel 1898, a causa del sempre crescente costo della vita, in molte città d'Italia nacquero numerose sommosse popolari, nonostante il Governo Pelloux si opponesse loro con durissime repressioni. Gli orientamenti delle forze politiche italiane e la vita sociale del Paese si trasformarono successivamente ai moti che scossero l'Italia nella primavera del 1898. A causa di ciò, in varie parti d'Italia, si presentò una molteplicità di protagonisti e una varietà di forme tale da mostrare la complessa situazione sociale italiana.
Anche Vincenzo De Angelis provò allora il carcere, dove fu trattenuto per 35 giorni. Il noto Umberto Zanotti Bianco definì "missionario laico" De Angelis, il quale, nel 1913, fondò a sue spese un asilo per gli orfani e per i bimbi indigenti e nel 1915 una biblioteca pubblica, intitolati entrambi ad Edmondo De Amicis.
De Angelis inoltre si impegnò attivamente in una campagna contro la guerra, prima di essere chiamato alle armi nel giugno 1916 e inviato all'Undicesima Compagnia di Sanità. Nel 1945 la morte raggiunse il medico De Angelis proprio quando il clima politico, ormai mutato in maniera radicale, gli avrebbe permesso di mettere al servizio degli altri tutta la sua intelligenza e la sua fede. I funerali furono un'autentica espressione di sincero cordoglio e ad essi partecipò non solo l'intera cittadinanza ma numerosi e illustri personaggi della società calabrese. Nelle elezioni del 1952 sua figlia Luce De Angelis, eletta nella lista socialcomunista, fu la prima donna in Italia a sedere in un Consiglio Provinciale.

### Operato medico
Nel 1902 Vincenzo De Angelis conseguì la laurea in medicina presso l'Università di Messina; combatté e studiò la malaria svolgendo in tal senso un'attività molto efficace, riconosciutagli nel 1906 e nel 1908 dalla Società per gli studi della malaria con sede in Roma, che ne segnalò l'opera svolta assegnandogli un titolo di pubblica benemerenza. Nei mesi che seguirono il terremoto del 1907, colpevole della quasi totale distruzione dei paesi di Bruzzano e Ferruzzano, Vincenzo De Angelis, Tiberio Evoli, Peppino Mantica e Angelo Borrello, ritenendo inaccettabile la situazione in cui versavano i molti terremotati, feriti e malati, costretti a giacere all'aperto, decisero di farsi portavoce del grave problema quale la mancanza di un ospedale nel versante ionico calabrese. In tale occasione venne costituito un Comitato per la Calabria al quale De Angelis aderì con energico entusiasmo dichiarando che "la beneficenza, come fu fino ad oggi attuata, non risponde ai fini dei generosi che elargirono i soccorsi e soltanto le istituzioni proposte rappresentano un reale sollievo ai miseri colpiti dalla sventura".
Nel 1909, a seguito di tale iniziativa, fu quindi fondato l'Ospedale di Melito Porto Salvo. Definito da autorevoli storici "medico dei poveri" ed "evangelizzatore", con Pasquale Namia, Vincenzo De Angelis fu tra i primi organizzatori del movimento contadino in Calabria. Dopo il terremoto del 1908 decine di ragazzi e ragazze, i cui familiari erano deceduti o versavano in estrema povertà, trovarono ospitalità presso la sua casa e qui ricevettero una decorosa sistemazione. Lo storico Pasquale Amato, riprendendo quanto Guglielmo Calarco aveva scritto su "La luce" il 17 marzo 1945, scrisse: "II medico deamicisiano Vincenzo De Angelis era già un personaggio avvolto nell'aureola del mito".

### Attività politica

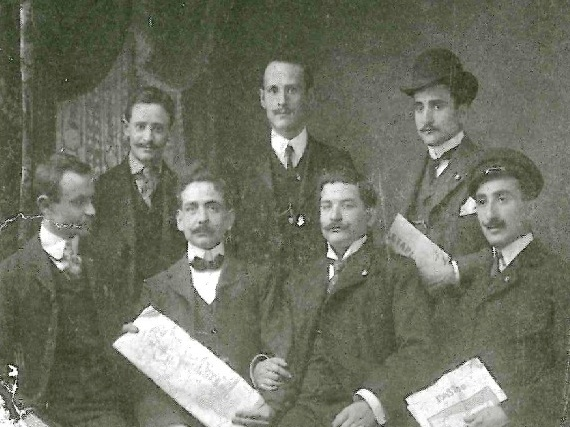
Giuseppe de Angelis, il primo a sinistra, fratello di Vincenzo, che dall'America seguiva con passione le vicende socialiste calabresi; nella foto mostrano i giornali "Il Proletario" e "L'Asino".

Secondo il rapporto scritto nel 1898 dalla prefettura di Reggio Calabria,
« Vincenzo De Angelis esordì giovanissimo al campo del socialismo e vi fu instradato dai noti Nicola Petrìna e Giuseppe Noè di Messina. Iscritto al partito, ben presto vi acquistò influenza estesa a Messina e nella regione calabrese. È stato in corrispondenza epistolare con i capi del partito socialista italiano, fra i quali Giuseppe de Felice Giuffrida e figlia».
Egli collaborò alla fondazione del circolo socialista a Reggio Calabria e nel 1895 diresse il giornale socialista "L'idea" (tra i collaboratori del giornale, Edmondo De Amicis). Si occupò di numerose corrispondenze per diversi giornali socialisti tra i quali l'"Avanti”, "La Voce” di Forlì ,"Lotta di classe”, "La Luce”, il "Nuovo verbo", e il "Grido del popolo" di Parma.
A Brancaleone fondò la sezione del partito socialista diretta da Bruno Romano, da Domenico Pisani, dal medico Francesco Malgeri e dal medico Pietro Timpano. Nel 1901, partecipò a Reggio Calabria al primo Congresso Provinciale per la costituzione della Federazione socialista, come relatore e anche come fondatore, quindi fu nominato membro del comitato esecutivo. Vincenzo De Angelis aderì alla corrente riformista del Partito Socialista Italiano al cui interno si distinguevano fin dai primi anni del 1900 le correnti di lotta rivoluzionarie e riformiste. Egli sostenne tali correnti sin dal 4 ottobre del 1903, data del Congresso di Roccella, e nello stesso anno venne eletto segretario dell'esecutivo regionale.
Nel 1907 su sua iniziativa venne costituito a Brancaleone il sindacato agrario; ciò avvenne in seguito alla sua elezione a consigliere comunale. Nel 1914 Vincenzo De Angelis, Enrico Mastracchi, Francesco Frangipane, Luigi Masciari, Giuseppe Pannuti, Giuseppe Cimino e Francesco Celibato furono designati a rappresentare la Calabria in un Comitato Calabro-Messinese contro la disoccupazione. Successivamente De Angelis partecipò ai numerosi convegni che si tennero in difesa dei diritti degli emigranti interessandosi in maniera particolare a coloro che intendevano rimpatriare. Riuscì infine dopo molte lotte a costituire il Consorzio Provinciale delle Cooperative del lavoro.
Nel 1921, in occasione del primo Congresso del Mezzogiorno Cooperativo svoltosi nella capitale partenopea, poté esporre i problemi sociali della provincia di Reggio Calabria e della Regione.
Un importante passo, necessario alla crescita della Calabria, fu fatto tra il 1919 e il 1922 quando De Angelis, grazie anche alla collaborazione e all'impegno di altri socialisti come Giovanni Sculli, organizzò e guidò il movimento per l'occupazione delle terre incolte riuscendo ad ottenere più di mille ettari di terra che furono destinati a cooperative e leghe contadine. Nei tumultuosi anni che seguirono il terremoto del 1908 sino all'avvento del fascismo vide la luce e si distinse fra gli altri “Risurrezione”, giornale diretto da De Angelis al quale collaborò anche Gaetano Salvemini. "L'Amico del popolo", organo della Camera confederata di Reggio Calabria, scrisse: "L'apostolo del socialismo vive nel cuore dei lavoratori e dei derelitti della sua terra". Con il suo nome sono state intitolate numerose sezioni del P.S.I. tra le quali quella di Brancaleone.

### Rapporti con la massoneria calabrese

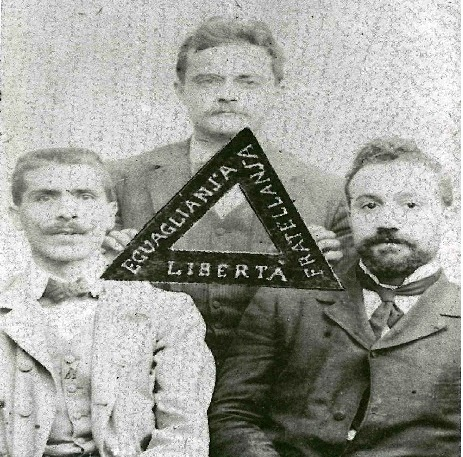
Vincenzo de Angelis, al centro della foto, insieme con Francesco Corvello e Giuseppe Inzillo.

Agli inizi del ventesimo secolo la massoneria reggina, nonostante avesse perso il vigore passato, seppe risollevarsi grazie anche all'opera dell'avvocato Gaetano Ruffo, il quale costituì una nuova loggia massonica intitolata "Avvenire Sociale". Grazie anche alle sue molteplici elezioni a consigliere provinciale, De Angelis, divenne figura carismatica della massoneria in Calabria.
Già risultava iscritto al "Grande Oriente d'Italia" quando ancora era studente a Messina, e successivamente fu venerabile della loggia "I 5 Martiri" di Locri. Premessa per la nascita di una nuova loggia massonica fu la sinergia venutasi a creare fra De Angelis, Francesco Corvello e Giuseppe Inzillo, i quali costituirono un “triangolo” massonico a Fabrizia in provincia di Vibo Valentia.
Durante il congresso di Ancona, nel 1914, Vincenzo De Angelis si batté invano contro Giovanni Zibordi e Benito Mussolini, proponendo all'assemblea una mozione di voto contrario all'ordine del giorno che stabiliva l'incompatibilità tra il partito socialista e la massoneria, specificando che proponeva tale mozione non perché massone ma perché il partito socialista doveva lasciare a ogni iscritto la libertà di poter aderire ad altre istituzioni.

## L'amicizia con Cesare Pavese
Cesare Pavese, nel 1935, per motivi politici, venne confinato a Brancaleone. Per lui la "grecità" della costa ionica fu motivo e fonte di ispirazione di altissimo livello letterario. A Brancaleone rimase quasi un anno e in quel periodo conobbe Vincenzo De Angelis.
La posizione di De Angelis in quel periodo era tale da essere ritenuto un pericoloso “agitatore”, e a tal motivo il rapporto con lo scrittore venne tenuto in parte nascosto. Secondo la testimonianza di due delle figlie di Vincenzo De Angelis, Luce e Nella, quando Cesare Pavese arrivò a Brancaleone, il loro padre organizzò una festa in paese che aveva tutta l'apparenza di una festa di piazza, ma che in realtà intendeva essere una forma di benvenuto per lo scrittore piemontese. In quei mesi di confino Pavese, attento che nessuno lo notasse, con timidezza, chiedeva in paese notizie del medico. Vincenzo De Angelis amava conversare con lui; lo invitava a sedersi nel terrazzino e conversavano a lungo, anche su argomenti di cultura classica.

## Opere poetiche
Vincenzo De Angelis fu anche poeta; amava comporre in dialetto e pensando alla sua morte scrisse:
« restu tali e quali/ propiu com'era prima /pecchi non fici mali/e nuddu mijestima».

### Liriche
- A befana 1939
- A me mugghieri
- A morti
- Anniversariu da morti du sceccu
- Invasioni di barbari affamati
- I tre fessi
- Luttu fittu
- Maggio 1898. Carceri di Gerace
- Matrimoniu i me figghia Teresina 1935
- Natali 1940
- Nozze d'argento
- O capu du Governu 1939
- O porcu
- Po giornali "Resurrezione"
- Riflessioni
- Supra o sceccu
- U me sceccu
- U vermu 1900
- Volia mi pigghiu nu gran calendariu
- 1º maggio 1912
- 1º maggio 1944